# 港鐵巴士K73綫
港鐵巴士K73綫是由港鐵巴士營運的一條屯馬綫接駁巴士路綫，行走天恆及元朗西之間，途經天逸邨、天富苑、美湖居、天慈邨及朗屏邨。

## 歷史
本線前身為輕鐵輔助巴士路線A70及A74。A70於1998年5月18日投入服務，往返天瑞邨及元朗，取代原有往返天耀至天水圍市中心的輕鐵接駁巴士658。2000年8月30日增設特別車A70P，由天水圍市中心往返元朗，只於繁忙時間服務，輔助A70，後來天水圍北開始發展，九廣鐵路公司於2000年11月10日把A70P改成A74，往返天富苑及元朗。A74於2001年9月30日延長至天恆邨，2002年10月20日改經天秀路。
後來為配合九廣西鐵通車，九鐵重組旗下的輕鐵接駁巴士線，所有路線均以K字頭代表。由於天水圍東部沒有往元朗的輕鐵路線，天水圍北部往元朗的輕鐵路線761也未能覆蓋整個天水圍北部，故此A74線仍有其保存價值。2004年4月18日， A70和A74重整為K73，A74行車路線不變，調低收費，並增設西鐵轉乘優惠。本線也由輔助巴士路線重組為接駁巴士路線， 但是使用本線接駁西鐵的乘客並非太多。至於A70因路線跟A74嚴重重疊，服務範圍也沒有不如A74廣泛， 故此停駛A70路線。

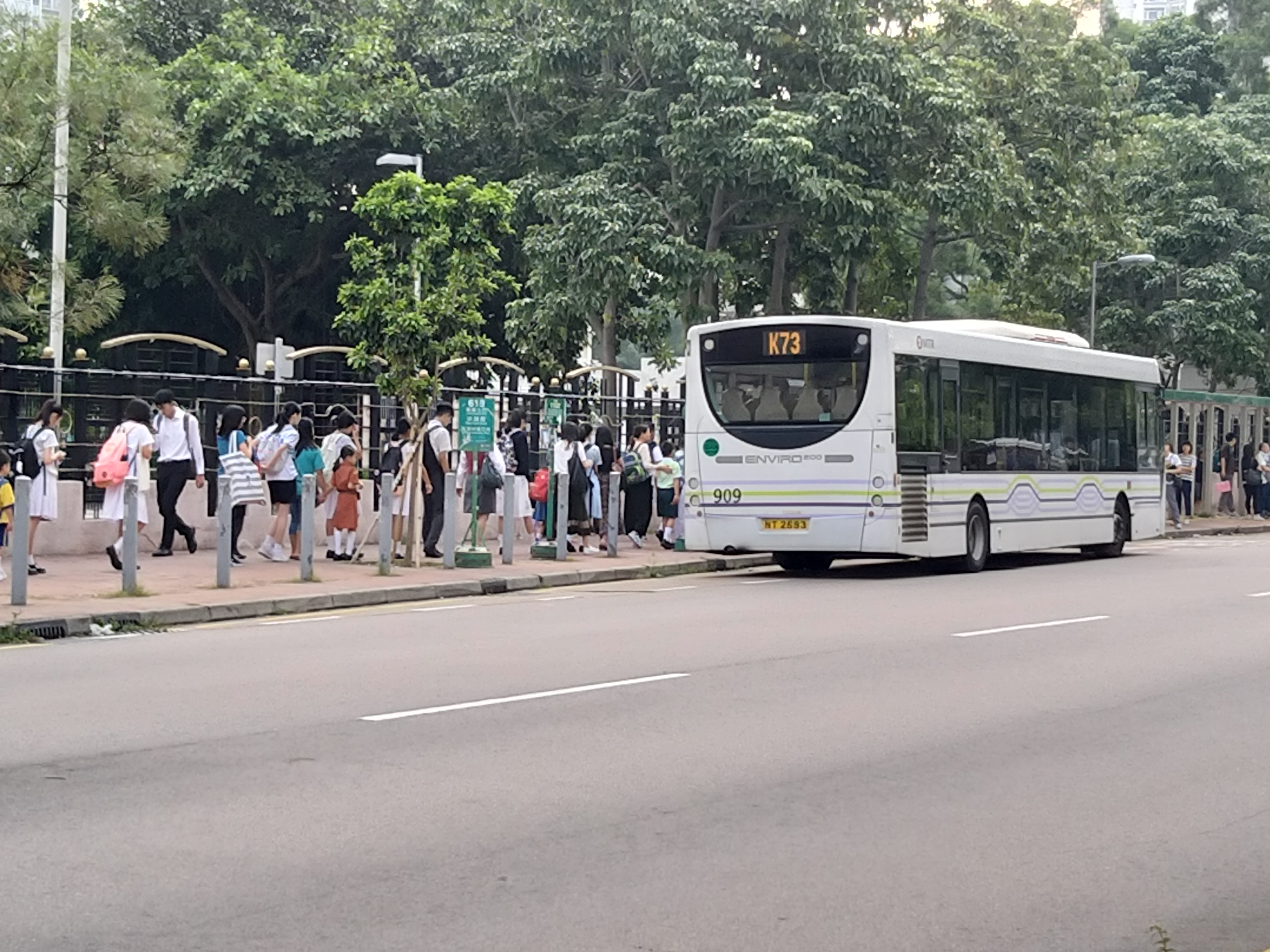
早上繁忙時間於天晴邨開出的特別班次

2010年8月23日起，配合K73P取消，本線於平日早上於天晴邨開出四班特別車，為了保持K73P原有服務，該批特別班次不會途經朗屏邨，以元朗廣場為總站。
2016年10月30日起，本線取消循環線運作，並實施以下新安排：
- - 港鐵理解很多市民乘搭K73綫前往大橋街市買東西，巴士到達元朗西總站後，如乘客因個人需要欲繼續車程，港鐵承諾會作出靈活處理。如巴士在總站停留一段時間後按時間開出，只要乘客向車長表示希望繼續行程在元朗安寧路站下車，他們便毋須下車；如部分班次抵達元朗西總站後暫停服務，以致該輛巴士未能繼續行走，港鐵會安排工作人員協助欲在安寧路站落車的乘客，於元朗西總站登上另一巴士，亦會安排人手協助乘客登車，現時這個政策經已取消，乘客如要前往安寧路，必須付足兩程車費。[3]
  - 天恩邨特別班次服務維持不變；至於其他特別班次，港鐵會按實際需求，安排不少於現有特別班次以疏導乘客。
  - 港鐵11月起加設於07:30在天晴邨晴碧樓開出，及07:45在香港青年協會李兆基書院開出的特別班次；天葵路美湖居亦有新增特別班次，在最繁忙時段每十分鐘開出四班車。[4]

## 服務時間及班次
| 天恆邨開         | 天恆邨開            | 天恆邨開     | 元朗（西）開         | 元朗（西）開 | 元朗（西）開 |
| 日期             | 服務時間            | 班次（分鐘） | 日期                 | 服務時間     | 班次（分鐘） |
| ---------------- | ------------------- | ------------ | -------------------- | ------------ | ------------ |
| 星期一至五       | 05:50-23:30         | 4-10         | 星期一至五           | 06:10-23:55  | 4-10         |
| 星期六           | 05:50-07:00         | 10           | 星期六、日及公眾假期 | 06:10-08:10  | 10           |
| 星期六           | 07:00-07:28         | 7            | 星期六、日及公眾假期 | 08:17、08:25 | 08:17、08:25 |
| 星期六           | 07:28-18:00         | 8            | 星期六、日及公眾假期 | 08:34-18:26  | 8            |
| 星期六           | 18:00-23:30         | 10           | 星期六、日及公眾假期 | 18:35        | 18:35        |
| 星期日及公眾假期 | 05:50-07:00         | 10           | 星期六、日及公眾假期 | 18:45-23:55  | 10           |
| 星期日及公眾假期 | 07:07、07:17、07:27 |              |                      |              |              |
| 星期日及公眾假期 | 07:36-18:00         | 8            |                      |              |              |
| 星期日及公眾假期 | 18:00-23:30         | 10           |                      |              |              |

特別班次
- 星期一至五：
  - 天恩邨開：07:00、07:45
  - 天晴邨開：07:30
  - 李兆基書院開：07:45

星期六、日及公眾假期不設服務

## 收費
| 標準車費              | 標準車費                                                  | 現金 | 八達通 |
| --------------------- | --------------------------------------------------------- | ---- | ------ |
| 成人                  | 成人                                                      | $5.1 | $5.1   |
| 特惠                  | 小童                                                      | $2.2 | $2.2   |
| 特惠                  | 長者（65歲或以上） 「殘疾人士身分」個人八達通（12歲以下） | $2.2 | $2.0   |
| 特惠                  | 「學生身分」個人八達通                                    | $5.1 | $2.2   |
| 特惠                  | 「殘疾人士身分」個人八達通（12-64歲）                     | $5.1 | $2.0   |
| 「樂悠咭」（60-64歲） |                                                           | $5.1 | $2.0   |

| - 3至11歲為小童；65歲或以上為長者。 - 乘客可以現金或八達通於上車時付款，不設找續。 - 合資格學生使用「學生身份」個人八達通繳付車資，可享有特惠車費優惠，費用相等於小童車費，如以現金繳付車費，則必須繳付成人車費。 - 65歲或以上長者使用「樂悠咭」，以及合資格殘疾人士（包括12歲以下合資格殘疾兒童）使用「殘疾人士身份」個人八達通（包括「樂悠咭」）繳付車資，可享有每程$2.0或特惠車費（以較低者為準）的票價優惠；65歲或以上長者如使用長者或一般個人八達通繳付車資，則只可享有相等於小童車費優惠；12至64歲殘疾人士如以現金繳付車費，則必須繳付成人車費。 - 60至64歲香港居民使用「樂悠咭」繳付車資，可享有每程$2.0或成人車費（以較低者為準）的票價優惠，如以現金繳付車費，則必須繳付成人車費。 - 持有全月通2（屯門—南昌）或全月通3（屯門—紅磡）之乘客在車票有效期內確認八達通乘搭本路綫，可獲免費。 - 持有屯門—南昌全日通、遊客全日通或港鐵認可之指定智能車票之乘客在車票有效期內確認有效車票，可獲免費乘搭本路綫。 - 所有港鐵車票（包括但不限於輕鐵車票、港鐵紀念車票及搭十送一車票等；不包括屯門—南昌全日通及指定日子使用的紀念車票），不會獲得免費轉乘優惠。 - 每位成人乘客可免費攜帶最多兩名3歲以下而不佔座位的兒童乘客乘車，超額之3歲以下小童必須繳付小童車費乘車。 - 港鐵公司職員及家屬（不包括外判職員）可免費乘搭本路綫，惟必須拍職員或職員家屬八達通。 - 使用八達通的乘客，於上車拍卡後一小時內轉乘港鐵重鐵網絡（機場快綫除外）／輕鐵，或於港鐵重鐵網絡（機場快綫除外）出閘／輕鐵出站後一小時內轉乘本綫，本路綫車資可獲減免。 - 如轉乘模式為輕鐵／港鐵巴士→港鐵（屯馬綫）→輕鐵／港鐵巴士，整個轉乘行程不可超過兩小時。 |

- 由本路綫於上車後1小時內轉乘K74綫，可免收車資，反之亦然。

## 行車路線
常規班次
天恆開經：天瑞路、天秀路、天葵路、天龍路、天城路、天福路、朗天路、朗屏路、鳳池路、屏會街、元朗安寧路、媽廟路、青山公路－元朗段及擊壤路。
元朗（西）開經：擊壤路、元朗安寧路、大橋路、元朗安樂路、宏樂街、福喜街、朗屏路、朗天路、天福路、天城路、天柏路、天祥路、天城路、天龍路、天葵路、天秀路及天瑞路。
特別班次
天恩開經：天瑞路、天華路、天葵路、天龍路、天城路、天福路、朗天路、朗屏路、鳳池路、屏會街、元朗安寧路、媽廟路、青山公路－元朗段及擊壤路。
天晴開經：天秀路、天葵路、天龍路、天城路、天福路、水邊圍交匯處、宏達路、鳳池路、屏會街、元朗安寧路、媽廟路、青山公路－元朗段及擊壤路。
香港青年協會李兆基書院開經：天葵路、天龍路、天城路、天福路、朗天路、朗屏路、鳳池路、屏會街、元朗安寧路、媽廟路、青山公路－元朗段及擊壤路。

### 沿線車站

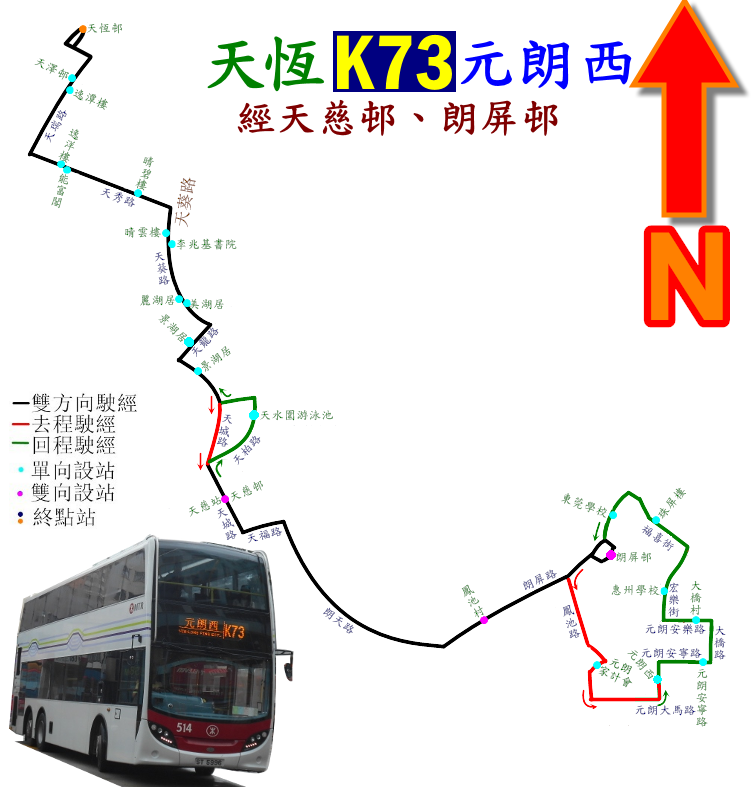
K73線的走線圖

常規班次
| 天恆邨開 | 天恆邨開               | 天恆邨開             | 元朗（西）開 | 元朗（西）開     | 元朗（西）開       |
| 序號     | 車站名稱               | 位置                 | 序號         | 車站名稱         | 位置               |
| -------- | ---------------------- | -------------------- | ------------ | ---------------- | ------------------ |
| 1        | 天恆邨                 | 天恆邨公共運輸交匯處 | 1            | 元朗（西）       | 元朗（西）巴士總站 |
| 2        | 天逸邨逸潭樓           | 天瑞路               | 2            | 安寧路           | 安寧路             |
| 3        | 天逸邨逸洋樓           | 天秀路               | 3            | 大橋村           | 元朗安樂路         |
| 4        | 天晴邨晴碧樓           | 天秀路               | 4            | 惠州學校         | 宏樂街             |
| 5        | 香港青年協會李兆基書院 | 天葵路               | 5            | 朗屏邨珠屏樓     | 福喜街             |
| 6        | 美湖居                 | 天葵路               | 6            | 東莞學校         | 朗屏路             |
| 7        | 景湖居                 | 天城路               | 7            | 朗屏（巴士總站） | 朗屏邨巴士總站     |
| 8        | 天慈邨                 | 天城路               | 8            | 鳳池村           | 朗屏路             |
| 9        | 鳳池村                 | 朗屏路               | 9            | 天慈站           | 天城路             |
| 10       | 朗屏（巴士總站）       | 朗屏邨巴士總站       | 10           | 天水圍游泳池     | 天柏路             |
| 11       | 元朗盲人安老院         | 安寧路               | 11           | 景湖居           | 天龍路             |
| 12       | 元朗（西）             | 元朗（西）巴士總站   | 12           | 麗湖居           | 天葵路             |
|          |                        |                      | 13           | 天晴邨晴雲樓     | 天葵路             |
| 14       | 天富苑能富閣           | 天秀路               |              |                  |                    |
| 15       | 天澤邨                 | 天瑞路               |              |                  |                    |
| 16       | 天恆邨                 | 天恆邨公共運輸交匯處 |              |                  |                    |

特別班次
| 1      | 天恩邨           | 天恩邨公共運輸交匯處 |
| 2      | 天悅邨           | 天華路               |
| 3      | 美湖居           | 天葵路               |
| 4      | 景湖居           | 天城路               |
| 5      | 天慈邨           | 天城路               |
| 朗天路 |                  |                      |
| 6      | 鳳池村           | 朗屏路               |
| 7      | 朗屏（巴士總站） | 朗屏邨巴士總站       |
| 8      | 元朗盲人安老院   | 安寧路               |
| 9      | 元朗（西）       | 元朗（西）巴士總站   |

## 使用車輛
由於受天恆邨公共運輸交匯處設計影響，此路綫離開該總站時需要大幅度轉彎（180° U-Turn），故此路綫由天恆開出的班次只能採用以中軸驅動的11.3米巴士（包括Enviro500 11.3米（825-833）和Enviro500 MMC 11.3米（504-545））或Enviro 400（140-150）行走。至於其他平日早上前往元朗西之特別班次則不受影響，可使用任何車型行走。

## 利用狀況
本綫為元朗區內一條主要的巴士路綫，由於往返天水圍北和元朗的人流一向相當龐大，所以客量從早到晚都是維持高水平，特別是早上繁忙時間幾乎每一班次都全車滿座。

## 第一代九鐵K73線
第一代K73是於1996年12月31日晚上至1997年1月1日凌晨因應屯門除夕煙花匯演迎97而開辦的特別服務，來往三聖至天瑞邨。於同日停辦，是首條九鐵巴士短期內營辦的巴士路線。

## 外部連結
港鐵
- 港鐵巴士K73綫 （页面存档备份，存于）
- 港鐵巴士K73綫路線圖 （页面存档备份，存于）

非官方
- 香港巴士大典上的相关条目：港鐵巴士K73綫
- 西北經典系列#15 A74/K73-天北輔助開荒牛 （页面存档备份，存于）